# Enfosquiment global
L'enfosquiment global és la reducció gradual en la quantitat de la irradiància directa global a la superfície de la Terra que s'ha observat durant unes quantes dècades després del començament de mesures sistemàtics el 1950. Es creu que ha estat provocat per un augment en les partícules com els aerosols de sofre o el sutge en l'atmosfera a causa de l'acció humana. L'efecte varia segons la localització, però a escala mundial s'ha estimat que sigui de l'ordre d'una reducció d'un 4% en tres dècades des de 1960-1990. La tendència es va invertir durant la dècada dels noranta. L'enfosquiment global ha interferit amb el cicle hidrològic reduint l'evaporació i pot haver provocat sequeres en algunes àrees. L'enfosquiment global també crea un efecte de refredament que pot haver emmascarat parcialment l'efecte dels gasos hivernacle sobre l'escalfament global

## Causa i efectes
Més informació:
Actualment es pensa que l'enfosquiment global es deu probablement a la creixent presència d'aerosols i altres partícules en l'atmosfera. Les partícules contaminants actuen també com a nuclis de condensació entorn dels quals es formen gotes microscòpiques que van unint-se per coalescència. Tot núvol conté un determinat nombre d'aquestes partícules però l'increment causat per la contaminació atmosfèrica ha fet que n'hi hagi més del compte, amb la qual cosa els núvols es carreguen amb una major quantitat de gotes més petites. Aquest tipus de núvols s'ha calculat que tenen un major albedo, és a dir que reflecteixen millor la llum solar que les de gotes més grans però més escasses. El balanç total és que la cobertura nuvolosa de la Terra torna a l'espai més llum solar que abans.
Els núvols intercepten tant la calor del Sol com el que és radiat per la Terra. Els seus efectes són complexos i varien segons el moment, la localització i l'altitud. Habitualment, durant el dia predomina la intercepció de la llum solar, produint un efecte de refredament, tanmateix, a la nit la re-emissió de la calor radiada per la Terra alenteix la pèrdua de calor del planeta retenint una bona part d'aquest a la baixa troposfera.

### Treballs d'investigació

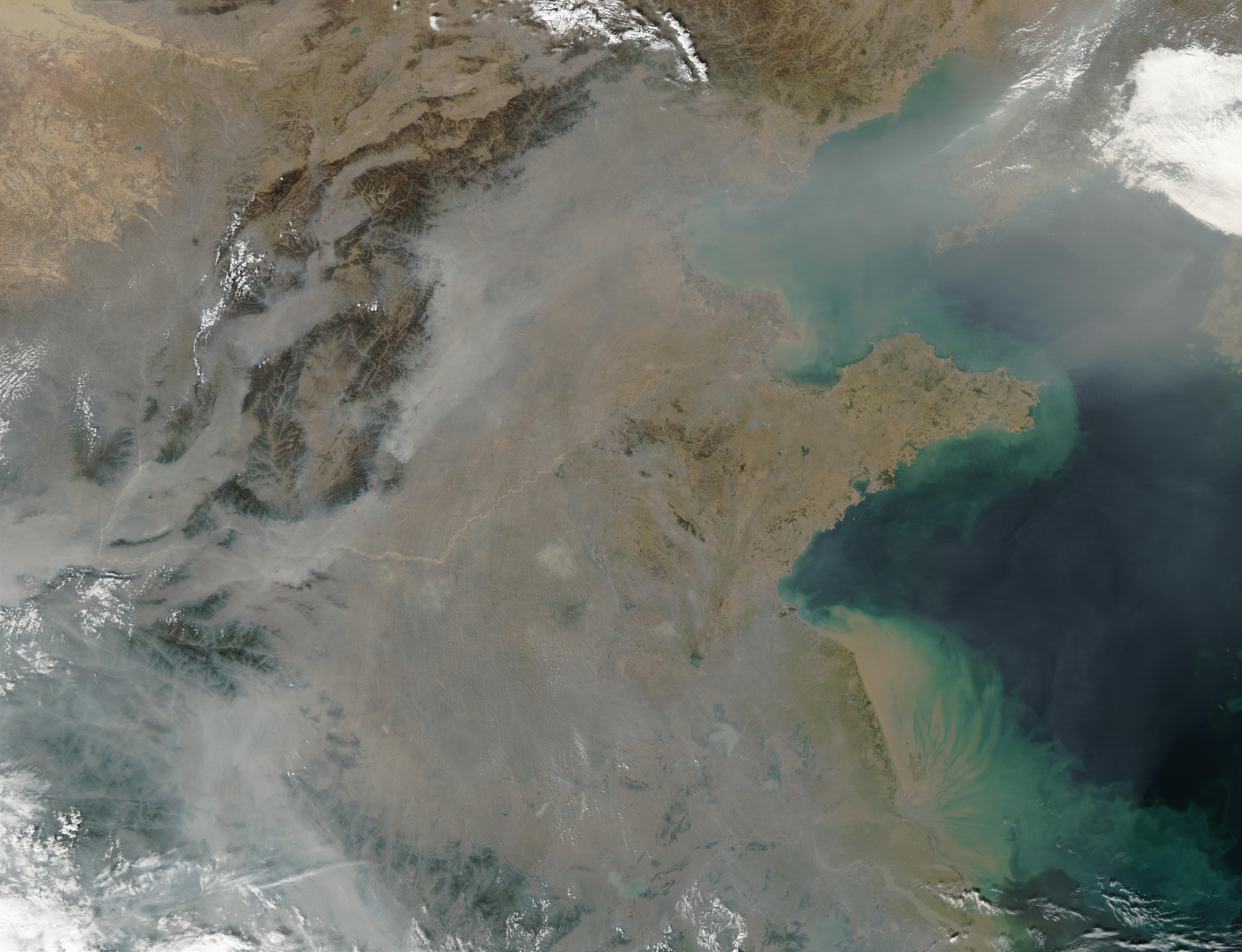
Xina Oriental. Dotzenes d'incendis cremant a la superfície (punts vermells) i una estreta cortina de fum (punts grisencs) ocupen l'espai superior. Foto presa per l'instrument MODIS instal·lat al satèl·lit Aqua de la NASA

A finals dels Anys 60, Mikhail Ivanovich Budyko va treballar amb models climàtics basats en balanços energètics bidimensionals simples per investigar la reflectivitat del gel. Va trobar que es creava un bucle de realimentació positiu sobre el sistema climàtic terrestre els extrems del qual eren la quantitat total de gel superficial i l'albedo. Com més gel i neu s'acumula, més radiació solar es reflecteix cap a l'espai i, per tant, més es refreda la terra i augmenten les nevades. Altres estudis van trobar que la contaminació o les erupcions volcàniques podrien precipitar una era glacial.
 A mitjans dels 80, Atsumu Ohmura, un geògraf que investigava en l'Institut Federal Suís de Tecnologia, va trobar que la radiació solar que assolia la superfície terrestre havia descendit en més del 10% si es compara amb les tres dècades anteriors. Les seves troballes estaven en aparent contradicció amb l'escalfament global (la temperatura global s'havia incrementat a ritme constant). El fet que arribes menys llum a la Terra significaria que hauria de refredar-se. Ohmura va publicar els seus resultats sota el títol "Variació secular de la radiació global a Europa" el 1989. Aquest article aviat va ser seguit d'altres: Vivii Russak el 1990 amb "Tendències de la radiació solar, la nuvolositat i la transparència atmosfèrica al llarg de les últimes dècades a Estònia", i Beate Liepert el 1994 amb "Radiació solar a Alemanya - Tendències observades i valoració de les seves causes". L'enfosquiment també va ser observat en llocs de tota l'ex-Unió Soviética. Gerry Stanhill, que va estudiar aquestes disminucions en molts llocs del món a través de molts articles (vegeu referències) va encunyar el terme "Enfosquiment global".

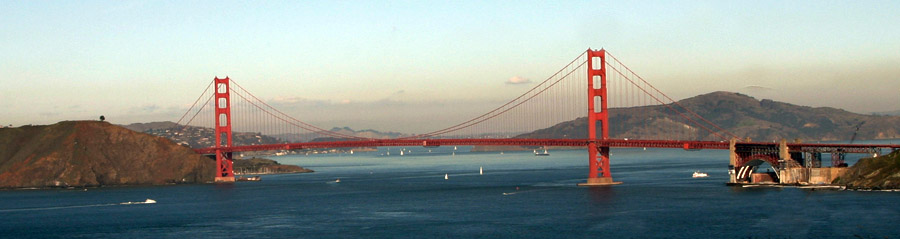
El Golden Gate amb els característics núvols negres de Califòrnia al fons, una probable contribució a l'enfosquiment global.

Treballs d'investigació independents a Israel i Països Baixos a finals dels 80 van mostrar una aparent reducció de la quantitat d'irradiació solar, malgrat l'estesa evidència que el clima realment s'està escalfant. La taxa d'enfosquiment varia en el conjunt del planeta, però es troba dins d'una mitjana estimada d'entre el 2-3%-3 per dècada, amb la possibilitat que la tendència revertís a començaments dels 90. És difícil realitzar mesures precises, a causa de la dificultat de calibrar els instruments que s'utilitzen i el problema de la cobertura espacial. No obstant això, l'efecte és present gairebé amb total certesa.
El fenomen (en una quantia d'una disminució de la temperatura del 2-3%-3, com es va dir abans) és a causa de canvis en l'atmosfera terrestre; el valor de la radiació solar en la part alta de l'atmosfera no ha canviat més que una fracció d'aquest valor.
L'efecte varia molt a tot el planeta, però les estimacions sobre els valors mitjans a la superfície terrestre són:
- 5,3% (9 W/m²); en 1958-85 (Stanhill and Moreshet, 1992)[8]
- 2% per dècada entre 1964-93 (Gilgen i cols., 1998)[11]
- 2,7% per dècada (total 20 W/m²); cap al 2000 (Stanhill i Cohen, 2001)[12]
- 4% entre 1961-90 (Liepert 2002)[13][14]

Adverteixi's que aquestes xifres són per a la superfície terrestre i no una mitjana global real. Mancant de mesures específiques, existeix un cert desconeixement sobre si es dona un enfosquiment (o augment de la brillantor) sobre els oceans (vegeu causes més a baix) encara que es van prendre mesures al llarg de 643,7 km partint de l'Índia i creuant l'oceà Índic en direcció a les Illes Maldives. Els efectes regionals probablement són dominants en aquest cas, encara que no estan estrictament confinats a l'àrea del terreny, i els efectes són dirigits per la circulació de l'aire.
Trobem les majors xifres de reducció a les latituds mitjanes de l'hemisferi nord. Les regions de l'espectre de radiació lluminosa més afectades semblen ser la visible i la infraroja més que el tall ultraviolat de l'espectre.

#### Dades d'evaporimetria
Durant aproximadament els últims 50 anys s'han recopilat acuradament els registres d'evaporimetria. Durant dècades ningú no es va fixar massa en les mesures dels atmidòmetres, però els anys 90 els científics van advertir una cosa que en el seu moment va ser considerada molt estranya, el fet que la taxa d'evaporació estava caient, encara que s'esperava que creixés a causa de l'escalfament global. La mateixa tendència es va observar a la Xina en un període similar. Se cita un descens de la radiació solar com a força directora. No obstant això, a diferència d'altres zones del món, el descens de la irradiació solar no va ser sempre seguit per un increment de la coberta de núvols i les precipitacions. Es creu que els aerosols podrien exercir un paper crític en el descens de la irradiació solar a la Xina.

El productor de BBC Horizon, David Sington, creu que molts climatòlegs es refereixen a les dades d'evaporimetría com la prova més convincent de l'enfosquiment solar. Els experiments amb evaporòmetres són senzills de reproduir amb equips de baix cost, hi ha molts atmidòmetres que s'usen per a l'agricultura a tot el món, amb molt exemples i les dades han estat recopilats durant gairebé mig segle. No obstant això, l'evaporació en aquests instruments depèn d'alguns factors addicionals a més de la radiació solar neta. Els altres dos factors principals són el dèficit de pressió de vapor i la velocitat del vent. Les dades evaporimétriques corroboren les dades recopilades pels radiòmetres i resolen les manques de les dades obtingudes mitjançant piranòmetres. Ajustant-se a aquests factors s'han comparat les dades d'evaporimetría amb els resultats de simulacions climàtiques.

### Causes probables

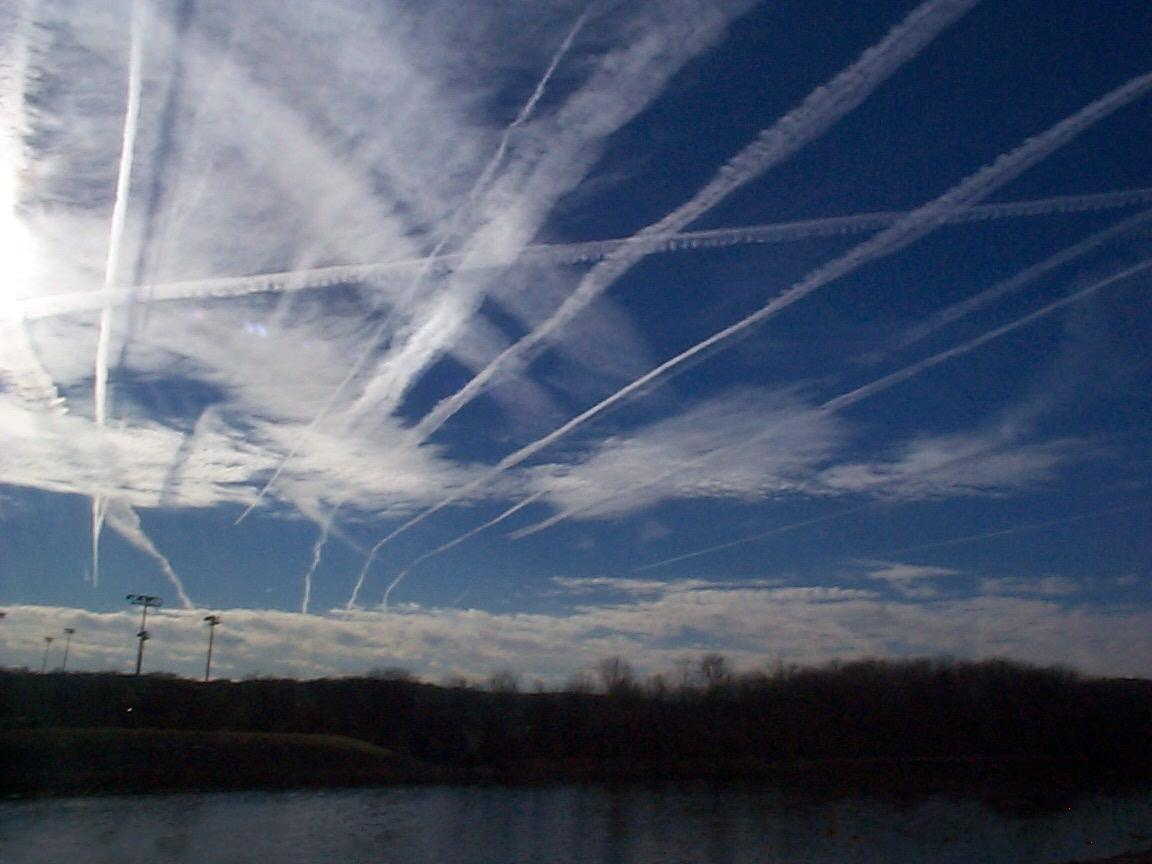
Fotografia de la NASA on es mostren esteles d'aeronaus i núvols naturals. La desaparició provisional de les esteles sobre Amèrica del Nord com a causa de la suspensió del transit aeri després dels atemptats de l'11 de setembre de 2001, i l'augment que es va produir en els intervals de les temperatura diürnes va donar l'evidència empírica de l'efecte dels núvols prims de gel a la superfície de la Terra.

La combustió incompleta de combustibles fòssils com el dièsel i la fusta alliberen carbonissa en l'atmosfera. Ja que la major part d'aquesta és sutge, un component extremadament petit de la contaminació de l'aire a nivell de superfície, el fenomen té un efecte d'escalfament en l'atmosfera a altituds d'uns dos quilòmetres. També enfosqueix la superfície de l'oceà absorbint la radiació solar.
Experiments a les Maldives (comparant la porció de l'atmosfera sobre les illes del nord i del sud) en els anys 90 van mostrar que l'efecte dels contaminants macroscòpics en l'atmosfera en aquell moment (empesos pel vent cap al sud des de l'Índia) van provocar una reducció del 10% en la llum solar que assolia la superfície a la zona sota el núvol contaminant -una reducció molt més gran de l'esperada per la presència de les partícules en si mateixes.
Abans que s'emprenguessin les investigacions, les prediccions eren d'un efecte entre un 0,5-1% per part del material en forma de partícules; la variació que s'aparta de la predicció pot ser explicada per la formació de núvols a partir de les partícules que actuen com a nuclis de condensació. Els núvols són molt eficaços reflectint la llum cap a l'espai.
El fenomen subjacent a l'enfosquiment global també té efectes regionals. Mentre que la major part de la terra s'escalfa, les regions que són a sotavent de les fonts més importants de contaminació atmosfèrica (específicament emissions d'anhídrid sulfurós), generalment s'han refredat. Això pot explicar el refredament de l'est dels Estats Units en relació amb l'escalfament de la part oest.
Alguns climatòlegs han exposat la teoria que les esteles de les aeronaus estan implicades en l'enfosquiment global, però el flux constant de trànsit aeri va implicar prèviament que aquesta hipòtesi no podia posar-se a prova. L'aturada gairebé completa del trànsit aeri en l'aviació civil durant els tres dies que van seguir els atemptats de l'11 de setembre va proporcionar una rara oportunitat per observar el clima dels Estats Units en absència de l'efecte de les esteles. Durant aquest període es va observar una variació d'1 °C en la temperatura diürna en algunes parts dels EUA, això és, que les esteles d'aeronaus podrien haver augmentat les temperatures nocturnes i/o disminuït les diürnes en quantitats majors de les que es pensava prèviament.
Les cendres volcàniques transportades per l'aire poden reflectir els raigs del sol de retorn cap a l'espai i refredar el planeta. S'han observat caigudes en la temperatura de la Terra després de grans erupcions volcàniques com les del mont Agung a Bali que va entrar en erupció el 1963, el Chichón (Mèxic) 1983, Nevado del Ruíz (Colòmbia) 1985, i el Pinatubo (Les Filipines) 1991. Però fins i tot en les erupcions importants, els núvols de cendra romanen només durant curts períodes.

## En relació amb l'escalfament global
Alguns científics consideren ara que els efectes de l'enfosquiment global han emmascarat l'efecte de l'escalfament global, i que solucionar l'enfosquiment global podria tenir un impacte significatiu en l'increment de les temperatures.
Segons Beate Liepert, "Vivim en un món d'escalfament global més un món enfosquiment global i ara estem eliminant l'enfosquiment global. Així acabarem amb un món d'escalfament global, que serà molt pitjor del que pensàvem que fora, molt més calent." La magnitud d'aquest efecte d'enfosquiment és un dels problemes centrals en l'estudi del canvi climàtic amb implicacions significatives per als canvis climàtics futurs i les respostes polítiques a l'escalfament global.
Els treballs inicials per a incorporar els efectes de l'enfosquiment global suggereixen que les temperatures mundials podrien elevar-se en 2 °C cap al 2030 i tant com a 10 °C cap al 2100; això suposa doblar les xifres àmpliament acceptades de 5 °C d'increment en la temperatura global per al present segle. Si això fos així, semblants increments provocarien la fusió del casquet de gel de Groenlàndia, reduccions serioses de l'extensió de les selves pluvials tropicals i elevacions significatives del nivell del mar.
Una hipòtesi addicional, coneguda com a fusell de clatrats, afirma que un augment de la temperatura podria provocar una fuita ràpida i irreversible dels enormes dipòsits d'hidrats de metà que actualment es troben atrapats sota el pis oceànic, alliberant gas metà, un dels gasos amb efecte d'hivernacle més poderosos. Un mecanisme similar seria el proposat per a una de les teories que explicarien els esdeveniments que van conduir a les extincions del Pèrmià-Triàsic aproximadament fa 252 milions d'anys i les extincions associades amb el màxim tèrmic del Paleocè-Eocè,[27] al voltant de 55 milions d'anys enrere. S'estima que al planeta li costaria tant com 100.000 anys recuperar l'"estat normal" després d'un màxim tèrmic.
Al gràfic de la dreta s'observa l'evolució del canvi de la temperatura durant el Segle XX utilitzant dades reals (corba assenyalada com) i les estimacions provinents d'un model matemàtic (corba assenyalada com). Així mateix, es desglossen segons la seva influència relativa cinc factors que contribueixen a l'escalfament global. Alguns dels quals tenen un efecte positiu (gasos amb efecte d'hivernacle, radiació solar i ozó). D'altra banda s'observen dos factors amb una contribució negativa, les partícules sòlides volcàniques (volcanic) i les d'origen humà (sulfats). El gràfic permet suposar com evolucionaria l'escalfament global de no oposar-se-li l'enfosquiment. Però és molt més complicat que un simple assumpte d'escalfament o enfosquiment. Els dos fenòmens no són mútuament exclusius o contradictoris. En un article publicat el 8 de març de 2005 a l'American Geophysical Union's Geophysical Research Letters, un grup d'investigació dirigit per Anastasia Romanou del Departament de Física Aplicada i Matemàtiques de la Universitat de Colúmbia, Nova York, també mostrava que les forces aparentment oposades de l'escalfament global i l'enfosquiment global es poden donar al mateix temps. L'enfosquiment global interacciona amb l'escalfament global bloquejant la llum del sol que provocaria altrament l'evaporació i les partícules ajuden a condensar el vapor formant gotetes al damunt d'elles, reduint la concentració de vapor d'aigua, un gas amb efecte d'hivernacle. D'altra banda, l'enfosquiment global es veu afectat per l'evaporació i la pluja, la qual té l'efecte d'eliminar els contaminants.
Els climatòlegs assenyalen que s'han de tractar, conjuntament i des de la base, els problemes dels contaminants que provoquen l'enfosquiment global i els dels gasos hivernacle que provoquen l'escalfament global al més aviat possible.

## En relació amb el cicle hidrològic
La contaminació d'origen humà pot estar debilitant seriosament el cicle de l'aigua de la terra -reduint la pluja i amenaçant les provisions d'aigua dolça. Un estudi realitzat el 2001 per investigadors de l'Institut Sripps d'oceanografia suggereix que partícules petites de sutge i altres contaminants tenen un efecte significatiu en el cicle hidrològic. " L'energia del cicle hidrològic ve de la llum solar. En escalfar aquesta els oceans, l'aigua escapa a l'atmosfera i precipita com a pluja. Així doncs, com els aerosols aturen en grans quantitats la llum solar, podrien estar alentint el cicle hidrològic del planeta. " D'acord amb el professor V. Ramanathan.
Els canvis a gran escala en els patrons del temps meteorològic també podrien ser provocats per l'enfosquiment global. Els models climàtics suggereixen especulativament que aquesta reducció en la llum solar que assoleix la superfície va poder haver conduït a l'absència del monsó a l'Àfrica subsahariana durant les dècades dels 70 i 80, junt amb les fams associades com la sequera del Sahel, provocada per la contaminació de l'hemisferi nord que refredava l'Atlàntic. Per això, el cinturó de pluges tropicals no va poder ascendir cap a latituds més septentrionals, provocant d'aquesta manera l'absència de les pluges estacionals. Aquesta afirmació no està universalment acceptada i és molt difícil de provar. També es conclou que el desequilibri entre l'enfosquiment global i l'escalfament global a la superfície condueix a fluxes de calor turbulents més febles cap a l'atmosfera. Això significa una evaporació global reduïda i, per tant, les precipitacions succeeixen en un món més fosc i càlid que finalment pot conduir a una atmosfera més humida en la qual plou menys.
S'ha identificat una forma natural d'enfosquiment ambiental a gran escala que va afectar el 2006 la temporada d'huracans de l'hemisferi nord. Un estudi de la NASA va trobar que algunes tempestes de pols importants que van tenir lloc al desert del Sàhara entre juny i juliol van enviar pols a la deriva sobre l'oceà Atlàntic i mitjançant diversos efectes van provocar el refredament de les aigües, esmorteint així el desenvolupament d'huracans.

## Possible ús com a pal·liatiu de l'escalfament global
Alguns científics han proposat la utilització d'aerosols per frenar els efectes de l'escalfament global com a mesura d'emergència. Un expert rus, Mijail Budyko va comprendre aquesta relació des de molt aviat. El 1974 va suggerir que si l'escalfament global acabava sent un problema, es podria refredar el planeta cremant sofre en l'estratosfera, la qual cosa crearia una boirina. According to Ramanathan (1988), an increase in planetary albedo of just 0,5 percent is sufficient to halve the effect of a CO₂ doubling. d'acord amb Ramanathan (1988), un increment en l'albedo planetari de tan sols un 0,5 % és suficient per reduir a la meitat l'efecte d'una duplicació en la concentració de CO₂.
No obstant això, encara ens hem d'enfrontar a molts problemes, com a:
- Utilitzar sulfats provoca problemes ambientals com la pluja àcida[40]
- Utilitzar carbonissa provoca problemes en la salut humana[40]
- L'enfosquiment provoca problemes ecològics com a canvis en els patrons d'evaporació i precipitació[40]
- Les sequeres o l'augment de precipitacions originen problemes per a l'agricultura[40]
- Els aerosols tenen una vida mitjana|mitja relativament curta.

"La idea que hauríem d'incrementar les emissions d'aerosols per contrarestar l'escalfament global ha estat descrit com un 'Pacte amb el diable' perquè això implicaria quantitats encara més intenses d'emissions per equiparar-se als gasos amb efecte d'hivernacle acumulats en l'atmosfera, amb un increment similar de les despeses econòmiques i en la salut." En essència, seria necessari abordar tant les fonts de gasos amb efecte d'hivernacle com les partícules en suspensió aèria.

## Recent inversió del fenomen

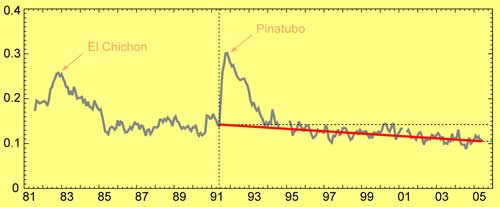
Els aerosols que bloquegen el sol estan baixant fermament a tot el món (línia roja) des de l'erupció del Pinatubo el 1991, d'acord amb estimacions de mesures preses per satèl·lits. Autor: Michael Mishchenko, NASA

Wild i cols. utilitzant mesures a terra van publicar un augment de la lluminositat des de 1990, i Pinker i cols. van trobar que l'enfosquiment continuava (però menys) sobre terra ferma, i que disminuïa sobre els oceans. Per això, a nivell de terra ferma, Wild i Pinker estan en desacord. Un estudi promogut per la NASA el 2007 basat en dades preses per satèl·lits va llançar una llum sobre les observacions d'altres científics que no acabaven d'encaixar sobre la quantitat de llum que assolia la superfície terrestre. Aquesta quantitat ha descendit contínuament en les últimes dècades, i sobtadament va començar a repuntar al voltant de 1990. Aquest canvi en la tendència des d'un "enfosquiment" global a un augment de la lluminositat va succeir després que els nivells globals d'aerosols comencessin a decaure.
És probable que almenys alguna cosa d'aquest canvi, en particular sobre Europa, es degui a la disminució de la contaminació. Molts governs dels països desenvolupats han desenvolupat més polítiques per a reduir els aerosols emesos a l'atmosfera, les quals contribueixen a reduir l'enfosquiment global, que a reduir les emissions de CO₂.
Els aerosols de sulfats han descendit significativament des de 1970 amb la "Clean Air Act" als Estats Units i amb polítiques similars a Europa. La "Clean Air Act" (Llei de l'"aire net") es va fer més estricta el 1977 i el 1990. D'acord amb l'EPA, han descendit des de 1970 a 2005 les emissions dels sis principals contaminants de l'aire en un 53% als EUA. El 1975, els efectes dels gasos amb efecte d'hivernacle emmascarats fins aquell moment, van començar finalment a emergir i han estat els dominants des d'aleshores.
La Xarxa de Radiació a nivell de superfície (en anglès Baseline Surface Radiation Network amb les sigles BSRN) ha recollit dades a nivell de superfície. La BSRN va començar a operar a començaments dels noranta i actualitza els seus arxius des de llavors. Una anàlisi de les dades recents revela que la superfície del planeta ha augmentat la seva il·luminació en aproximadament un 4% en la passada dècada. Aquesta tendència a augmentar la lluminositat ha estat corroborada per altres fonts, incloent anàlisi de dades preses per satèl·lits.